# Ivan Ergić
Ivan Ergić (Šibenik, República Socialista de Croacia, RFS Yugoslavia, 21 de enero de 1981) es un exfutbolista serbio, nacido en la actual Croacia. A los diez años huyó de la guerra con sus padres y se mudaron a Serbia para luego recalar en Australia cuando él tenía catorce años. Posee también la nacionalidad australiana. Jugó de volante central y su último equipo fue el Bursaspor de la Superliga de Turquía.

## Selección nacional
Ha sido internacional con la selección de fútbol de Serbia. Con ella disputó once encuentros internacionales entre el 2006 y el 2008.

### Participación en Copas del Mundo
| Mundial                        | Sede     | Resultado    | PJ | Goles |
| ------------------------------ | -------- | ------------ | -- | ----- |
| Copa Mundial de Fútbol de 2006 | Alemania | Primera fase | 2  | 0     |

## Clubes
| Club        | País      | Año       |
| ----------- | --------- | --------- |
| Perth Glory | Australia | 1999-2000 |
| Juventus    | Italia    | 2000-2001 |
| FC Basel    | Suiza     | 2001-2009 |
| Bursaspor   | Turquía   | 2009-2011 |